# Aceite de pistacho

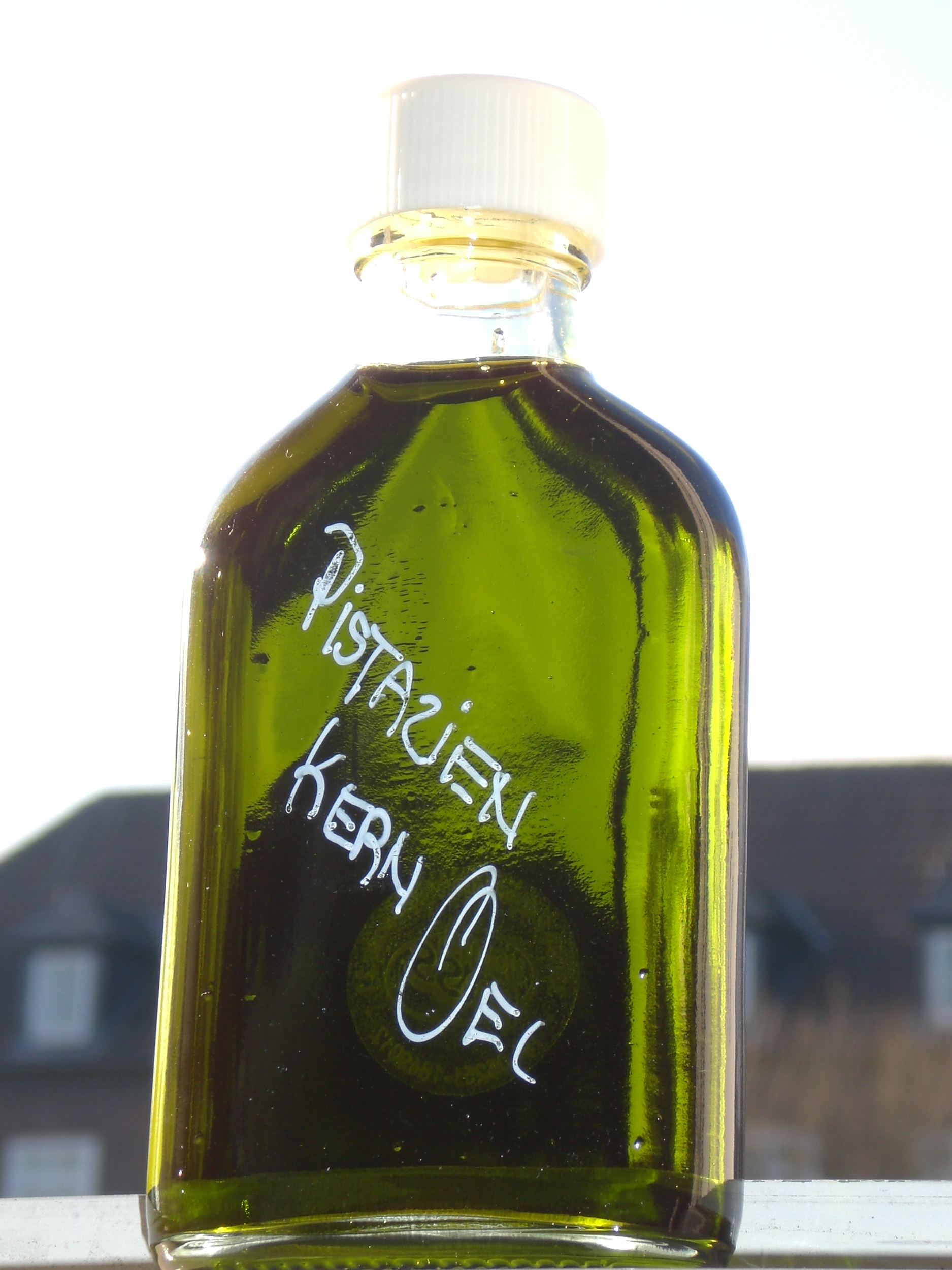
Aceite de pistacho

El aceite de pistacho es un tipo de aceite extraído de la fruta del Pistacia vera, el pistacho. 

## Usos culinarios
En comparación con otros aceites provenientes de frutos secos, el aceite de pistacho tiene un olor peculiarmente fuerte. Como otros aceites de frutos secos, su sabor es similar al del fruto del que se extrae. El aceite de pistacho tiene niveles altos de Vitamina E, conteniendo 19 mg/100 g. Contiene 12.7 % de grasas saturadas, 53.8 % de grasas no saturadas, 32.7 % de ácido linoleico, y 0.8 % de omega-3. Es utilizado como aceite de mesa para añadir sabor a comidas.

## Otros usos
También es común el uso del aceite de pistacho en productos de cuidado facial.[cita requerida]